# 太田恭輔
太田 恭輔（おおた きょうすけ、1971年1月10日 - ）は、日本の俳優。愛知県出身。身長170cm。劇団ブラボーカンパニー、株式会社フレグランスプロダクション所属。

## 出演

### テレビ
- 新解釈・日本史（2014年、MBS）[1]
- ふしぎがいっぱい 小学6年生 理科（Eテレ） - モジャくん役[2]
- 勇者ヨシヒコシリーズ
- 天魔さんがゆく

### 映画
- 銀魂2